# Première guerre de l'opium
Notes
1 Incluant 5 transports de troupes, 3 bricks, 2 bateaux à vapeur, 1 bâtiment hydrographique et 1 navire-hôpital.
2 Fait référence au nombre total de troupes dans les provinces qui étaient sur le théâtre de guerre, mais seulement environ 100 000 soldats ont été effectivement mobilisés pour la guerre elle-même.
3 Les pertes incluent les bannerets mandchous et leurs familles qui se sont suicidés en masse à la bataille de Chapu et la bataille de Chinkiang,.
Guerres de l'opium
Batailles
m
- Kowloon
- Chuanbi (1re)
- Chusan (1re)
- Barrière
- Chuanbi (2e)
- Bogue
- Première barre
- Whampoa
- Broadway
- Canton (1re)
- Canton (2e)
- Sanyuanli
- Amoy
- Chusan (2e)
- Chinhai
- Ningpo
- Tzeki
- Chapu
- Woosung
- Chinkiang
- Nerbudda

La première guerre de l'opium (第一次鴉片戰爭, First Opium War) est un conflit militaire, motivé par des raisons commerciales, entre le Royaume-Uni et l’empire Qing en Chine de 1839 à 1842. Il est considéré comme la première manifestation du déclin de l'empire de Chine, incapable de résister à l'Occident. Les hostilités éclatent en raison de la volonté des autorités chinoises de mettre un terme au trafic d'opium orchestré par les Britanniques en saisissant les stocks entreposés à Canton et en instituant la peine de mort pour les futurs contrevenants. Le gouvernement britannique insiste sur les principes du libre-échange, de la reconnaissance diplomatique égale entre les nations, et soutient les demandes des marchands. La marine britannique défait les Chinois en utilisant des navires et des armes technologiquement supérieurs, et les Britanniques imposent un traité forçant l'ouverture du commerce avec la Chine et leur cédant à perpétuité l'île de Hong Kong.
Au XVIIIe siècle, la demande de produits de luxe chinois (en particulier la soie, la porcelaine et le thé) provoque un déséquilibre commercial entre la Chine et la Grande-Bretagne. L'argent européen afflue donc en Chine via le système de Canton (en), qui limite le commerce extérieur entrant à la ville portuaire méridionale de Canton. Pour contrer ce déséquilibre, la Compagnie britannique des Indes orientales commence à cultiver de l'opium au Bengale et autorise certains marchands britanniques à vendre de l'opium à des contrebandiers chinois pour alimenter un trafic illégal en Chine. L'afflux de stupéfiants inverse l'excédent commercial chinois, draine l'argent hors des frontières et augmente le nombre d'opiomanes à l'intérieur du pays, des conséquences qui inquiètent sérieusement les autorités chinoises.
En 1839, l'empereur Daoguang, rejetant les propositions de légalisation et de taxation de l'opium, charge le vice-roi Lin Zexu de se rendre à Canton pour faire cesser définitivement le trafic de l'opium. Lin adresse une lettre ouverte à la reine Victoria, qui ne la verra jamais, faisant appel à sa responsabilité morale d'arrêter le commerce de l'opium. Il a alors recours à la force dans la concession des marchands occidentaux. Il confisque toutes les marchandises et ordonne un blocus des navires étrangers sur la rivière des Perles. Il confisque également et fait détruire une quantité importante d'opium européen. Le gouvernement britannique répond en envoyant une force militaire en Chine et dans le conflit qui s'ensuit, la marine britannique utilise sa puissance navale et son artillerie pour infliger une série de défaites décisives à l'empire de Chine, une tactique désignée plus tard sous le nom de diplomatie de la canonnière. En 1842, la dynastie Qing est forcée de signer le traité de Nankin, le premier de ce que les Chinois appelleront plus tard les traités inégaux, qui accorde une indemnité et l'extraterritorialité aux sujets britanniques en Chine, ouvre cinq ports de traité  aux marchands britanniques et cède l'île de Hong Kong à l'empire britannique. L'échec du traité à satisfaire les objectifs britanniques d'amélioration des relations commerciales et diplomatiques conduit à la seconde guerre de l'opium (1856–60).
Ce déclin entraîne la Chine, soumise à l'impérialisme tant occidental que nippon, dans une longue période d’instabilité et d'affaiblissement croissant de sa souveraineté. Les troubles sociaux qu'elle connaît ensuite sont à l'origine de la révolte des Taiping. En Chine, l'année 1839 est considérée comme le début de l'histoire chinoise moderne. Cette période est jalonnée par l'extension des concessions territoriales aux puissances étrangères, des défaites militaires majeures notamment lors de la première et de la seconde guerre contre le Japon, ainsi que lors de la guerre avec la France, la chute du système impérial, remplacé en 1912 par la république de Chine, et finalement, la proclamation de la république populaire de Chine en 1949.

## Le commerce extérieur de la Chine avant les guerres de l’opium
Le commerce extérieur direct de la Chine avec les pays européens débute dès le XVIe siècle, avec pour premiers partenaires économiques les Portugais (1517) qui se sont installés à Canton (sud-est de la Chine). Ils fondent en 1550 la cité de Macao. Ensuite viennent les Espagnols aux Philippines (1565). Ils y fondent Manille en 1571. Ces pays sont notamment motivés par un objectif missionnaire.
Les Hollandais s'installent en Indonésie, d’abord à Penghu (1603) à côté de Taïwan, puis en 1619 à Batavia (actuelle Jakarta), puis encore à Taïwan (1624). Les Russes viennent en voisins par voie terrestre.
En 1685, sous le règne de l’empereur Kangxi (1662–1723), un édit impérial autorise l’ouverture de tous les ports chinois aux bateaux étrangers. Le premier navire arrive à Canton en 1689. Cependant, ce commerce reste très limité, car soumis à des règles très strictes : taxes pour les négociants étrangers, obligation de passer par un seul intermédiaire (le marchand de l’empereur) qui prélève des taxes au profit de l’État. En 1720, cet intermédiaire est remplacé par un organisme collégial, une guilde de marchands Hong appelée Co-hong.
Sous le règne de l’empereur Qianlong (1736–1796), la politique commerciale s’inverse. Elle est limitée dans son étendue et dans son intensité. En 1757, un édit impérial énonce que le Co-hong fixera maintenant les prix et les quantités des marchandises échangées, que les frontières maritimes vont être fermées (sauf Canton) et que les étrangers ne pourront pas s’installer où ils veulent à Canton. Ils n'auront pas le droit d’apprendre le chinois, le but étant d'empêcher les contacts directs. Les étrangers sont alors regroupés dans treize comptoirs dominés par la Compagnie britannique des Indes orientales.
La Chine est un empire plutôt refermé sur lui-même, autant commercialement que dans le domaine de l’échange des idées et des innovations. Ceci est dû à un protectionnisme strict appliqué par la bureaucratie impériale, idéologiquement soutenu à la fois par les élites, soucieuses de ne pas ébranler les rites d’une société traditionnelle très conservatrice (voire immobiliste) et par la population qu'une méfiance extrême confinant à la xénophobie maintient à distance de l’étranger.
Rien n’y est plus important que la répétition du connu (qui puise sa force de conviction dans le respect des ancêtres et dans la croyance que la perfection a été atteinte) sans se permettre de déroger à la règle sous peine de châtiments. Dès lors, quel besoin, quel intérêt y aurait-il à acheter des produits étrangers, donc inconnus, donc extérieurs à la tradition, et ainsi « imparfaits » par essence et non-conformes aux rites, leur utilité fût-elle avérée ?
Ainsi les tentatives précédentes des marins étrangers d’établir des comptoirs et de commercer avec l'Empire qui se considère au centre du monde, n’ont pas toujours été fructueuses : ségrégation, brimades, interdiction de communiquer avec la population, arbitraire impérial, taxation frauduleuse, confiscation de biens, etc.
L’empereur, en plusieurs circonstances, ne considère pas que la Chine puisse avoir un intérêt à commercer avec le reste du monde. L’Europe « sinomaniaque » de la fin du XVIIIe siècle s’entiche de la civilisation chinoise et raffole de ses manufactures. Les Britanniques importent ainsi de plus en plus de marchandises chinoises (thé, soie, porcelaine, objets laqués…).
Cet état de fait crée un déséquilibre commercial. Mais si les négociants étrangers demandent de l’aide à leur gouvernement, c’est avant tout [réf. nécessaire] pour mettre fin aux brimades et surtout aux ségrégations quasi-institutionnalisées dont ils sont les victimes. Deux missions diplomatiques verront le jour : la première en 1793 menée par lord Macartney pour ouvrir d’autres ports. Elle est rejetée par Qianlong qui refuse (en 1796, Qianlong abandonne son trône), la seconde en 1816, dirigée par lord Amherst, n’a pas plus de succès.
De plus, la Chine, étant autosuffisante, ne veut pas d’échange « marchandise contre marchandise », mais exige d’être payée en monnaie d’argent uniquement. Ceci n’est pas du goût des Britanniques qui, contrairement aux Espagnols, grâce à leurs colonies en Amérique du Sud, notamment au Mexique, ont peu d’argent et beaucoup de marchandises en nature, venant principalement de leurs colonies aux Indes.
Pour répondre à la demande au Royaume-Uni, les Britanniques achètent d’énormes quantités de thé aux Chinois. Ces derniers, voyant que le commerce du thé est très lucratif, étendent leurs plantations au détriment d’autres cultures, principalement celle du coton. Ce déséquilibre fait sortir la Chine de l'autarcie et le pays doit accepter les échanges de marchandises.

## Chronologie
- 1729 : premier édit chinois de l’empereur Yongzheng déclarant le trafic d’opium comme de la contrebande.
- 1796 : second édit chinois proclamé par l’empereur Jiaqing et rendant le trafic d’opium passible de la peine de mort.
- Décembre 1838 : nomination par l’empereur de Lin Zexu au poste de commissaire impérial du Guangdong.
- Mars 1839 : Lin Zexu confisque tous les stocks d’opium de Canton.
- Avril 1839 : Lin Zexu adresse à la reine Victoria un message lui demandant l’arrêt du trafic d’opium.
- Juin 1839 : destruction de la drogue confisquée ; nouveau règlement stipulant que tout navire étranger pénétrant dans les eaux territoriales chinoises sera systématiquement fouillé ; le Premier ministre britannique, lord Melbourne, convainc le Parlement britannique de déclarer la guerre à la Chine.
- Septembre 1839 : premier affrontement entre les flottes chinoise et britannique.
- Décembre 1839 : fermeture du port de Canton aux navires britanniques.
- Avril 1840 : débat à la Chambre des communes entre les partisans de la guerre et les opposants ; victoire des partisans.
- Juin 1840 : arrivée à Canton d’une armada britannique sous les ordres de l’amiral Charles Elliot qui ne put accoster au port grâce aux défenses mises en place par Lin Zexu ; conquête de Hong Kong par les Britanniques ; disgrâce et remplacement de Lin Zexu par Qishan.
- Novembre 1840 : dissolution de la milice et réduction des effectifs par Qishan ; début des négociations ; Qishan refuse les exigences mais, devant les assauts britanniques, finit par accepter.
- Janvier 1841 : remplacement de Qishan par Yishan ; déclaration de guerre aux Britanniques.
- Mai 1841 : signature d’une convention d’armistice et rachat de Canton aux Britanniques.
- Août 1842 : signature d’un traité concédant aux Britanniques le libre commerce de l’opium.
- Octobre 1843 : signature d'un deuxième traité établissant les bases du commerce entre le Royaume-Uni et la Chine et ouvrant la Chine au commerce d'autres pays comme les États-Unis ou la France.

## Offensive commerciale des puissances étrangères
Les Chinois connaissent déjà l’opium comme analgésique, mais à partir du XVIIe siècle, ils l’utilisent comme drogue ou stimulant. L’opium provient d’Inde, et les Portugais sont les premiers à leur en vendre.
Les Britanniques se lancent dans ce commerce lucratif qui se développe : en 1729, environ deux cents caisses d’opium entrent chaque année en Chine ; à la fin du XVIIIe siècle, le chiffre dépasse les 4 000 unités, et en 1838, plus de 40 000 caisses sont vendues par les Américains et les Britanniques.
Les Britanniques exigent d’être payés en lingots d'argent, récupérant ainsi le précieux métal précédemment cédé dans le commerce du thé. La balance commerciale entre la Chine et l'Empire britannique s'inverse rapidement et spectaculairement en faveur des Britanniques. La corruption des fonctionnaires chinois contrôlant le trafic de drogue en Chine devient préoccupante en même temps que la drogue provoque des ravages dans la population. L'empereur décide alors de réagir en s’en prenant aux intérêts britanniques.
En 1798, le gouvernement du Premier ministre britannique William Pitt envoie une ambassade à Pékin pour négocier un accord sur les échanges commerciaux, sur la base de cette situation nouvelle. L’empereur, refusant de se laisser « forcer la main » à cause de l’opium, préfère fermer son pays aux commerçants et aux missionnaires européens.

## Réponse des Chinois
Les Chinois tentent de réagir en interdisant de fumer l'opium.

### Premières mesures de prohibition
La cour décide de prohiber l’opium. En 1729, un premier édit, proclamé par l’empereur Yong Zheng (1723–1736), promulgue l’interdiction du trafic d’opium, le considérant dorénavant comme un produit de contrebande.
Cependant le trafic continue, et en 1796, un nouvel édit, proclamé par l’empereur Jiaqing (1796–1821), confirme l’interdiction du trafic de l’opium, sous peine de mort. Cette fois, des sanctions contre les opiomanes sont également prises.
En 1800, l’empereur proclame un troisième édit qui confirme à nouveau la prohibition de l’opium et interdit sa culture sur le sol chinois ; les dépôts d’opium sont déplacés à Huangpu.
En 1809, une mesure administrative est prise pour tenter d’entraver le trafic : les navires qui déchargent à Huangpu doivent fournir un certificat indiquant l’absence d’opium à bord. La corruption régnant parmi les fonctionnaires ne permet pas l’application stricte de ces mesures.
Rien ne semble pouvoir arrêter ce commerce très lucratif : en 1813, une caisse d’opium indien se vend 2 400 roupies, alors que le prix de revient n’est que de 240 roupies. En 1821, un nouveau décret chinois annonce que le commerce n’est plus possible à Huangpu. Le marché se déplace à Lingding, où il se développe de 1821 à 1839. La Compagnie britannique des Indes orientales (en anglais : « East India Company ») décide alors de contourner l’interdiction et augmente ses ventes illégales d’opium en Chine ; elles passent de 100 tonnes vers 1800 à 2 600 en 1838. Le commerce des Britanniques en Chine devient enfin excédentaire. En 1835, il y a deux millions de fumeurs d’opium en Chine.

### Guerre au trafic d’opium
Les autorités chinoises répondent alors de façon plus efficace. L’empereur Daoguang (1820–1850) demande conseil à une dizaine d’experts avant de prendre une décision. Au sein de la cour, il existe des partisans et des adversaires de l’opium : certains veulent légaliser le trafic ou plutôt la production chinoise, d’autres voient plutôt le problème financier posé par la drogue. Un débat de deux ans s’engage.
Un de ces rapports est présenté par le gouverneur général des provinces de Hubei et du Hunan, Lin Zexu (1775–1850). Celui-ci est plutôt partisan de l’ouverture de la Chine au monde extérieur. C’est un farouche adversaire du trafic et son rapport soutient l’interdiction de l’opium. Il propose une série de mesures pour en limiter le trafic et la consommation. Son texte se fonde sur sa propre pratique dans les deux provinces placées sous son autorité : confisquer les stocks de drogue et accessoires de l’opiomanie.
Canton est, à l’époque, le port par lequel transite la majorité de l’opium. L’empereur nomme en décembre 1838 Lin Zexu commissaire impérial de la province du Guangdong (Canton). Il est chargé de mettre un terme à l’usage de l’opium.

### Action de Lin Zexu
En mars 1839, Lin Zexu arrive à Canton et établit la liste de toutes les fumeries d’opium, de leurs tenanciers et des vendeurs.
Il confisque tous les stocks d’opium de la ville : il ordonne à leurs propriétaires de venir remettre la drogue en échange de thé. Tous les propriétaires étant étrangers, ils doivent aussi renoncer par écrit au commerce avec les Chinois.
Charles Elliot, surintendant du commerce britannique devra alors coopérer avec Lin. En avril 1839, Lin fait parvenir à la reine du Royaume-Uni, Victoria, un message pour lui dire que la consommation d’opium est interdite en Chine et lui demande d’en faire cesser le trafic.
Le 3 juin 1839, la drogue saisie est détruite, soit 20 291 caisses contenant 1 188 t. Lin édicte un règlement imposant la fouille des bateaux étrangers entrant dans les eaux territoriales chinoises. L’opinion publique se montre favorable à cette interdiction.
Au nom de la défense du commerce, lord Melbourne, le Premier ministre de la reine Victoria, convainc le Parlement britannique d’envoyer un corps expéditionnaire à Canton, déclenchant du même coup la première guerre de l’opium.

## La tension monte
Au Royaume-Uni, environ trois cents sociétés commerciales britanniques demandent au gouvernement d’intervenir auprès des autorités chinoises. Certains veulent une intervention officielle des Britanniques pour qu’on leur paie la marchandise détruite. Une campagne de presse est organisée pour déplorer tous ces incidents entre Britanniques et Chinois.
En Chine, les choses se tendent encore plus et il y a même des affrontements armés entre navires britanniques et jonques chinoises : le premier a lieu en septembre 1839 et le deuxième en novembre 1839. Lin Zexu interdit le port de Canton aux navires britanniques en décembre 1839 ; l’empereur décide de « fermer pour toujours » Canton aux Britanniques en janvier 1840.
Cette nouvelle parvient au Royaume-Uni. Un débat a lieu en avril 1840 à la Chambre des communes entre les partisans d’opérations militaires pour la réparation des torts envers leurs commerçants et ceux qui veulent que le Royaume-Uni renonce à vendre de l’opium et, du même coup, renonce à une guerre. Les premiers auront gain de cause.
Le 7 juillet 1839, un incident met le feu aux poudres : un groupe de marins britanniques et américains débarquent à Kowloon où ils trouvent un approvisionnement en alcool de riz dans le village de Tsim-sha-tsui. Dans l’émeute qui en résulte, les marins vandalisent un temple et tuent un homme. Prétextant que la Chine n’a pas de système juridique constitué d’un jury ou d’une audience probatoire (le magistrat était à la fois le procureur, le juge, le jury et le futur bourreau), le gouvernement britannique et la communauté britannique de Chine souhaitent que les sujets britanniques ne soient jugés que par les juges britanniques. Lorsque les autorités chinoises exigent que les hommes soient remis à la cour pour le procès, les Britanniques refusent. Six marins sont finalement jugés par les autorités britanniques à Canton (Guangzhou), mais ils sont libérés dès leur arrivée en Angleterre.
Dans une lettre à la reine Victoria de 1839, Lin Zexu, commissaire impérial extraordinaire, écrit ceci : « (…) Les lois interdisant la consommation de l’opium sont maintenant si sévères en Chine que si vous continuez à le fabriquer, vous découvrirez que personne ne l’achètera et qu’aucune fortune ne se fera par l’opium. (…) Tout l’opium qui est découvert en Chine est jeté dans l’huile bouillante et détruit. Tout bateau étranger qui, à l’avenir, viendra avec de l’opium à son bord, sera mis à feu, et tous les autres biens qu’il transportera seront inévitablement brûlés en même temps. Alors, non seulement vous ne parviendrez pas à tirer quelque profit de nous, mais vous vous ruinerez dans l’affaire. Ayant voulu nuire à autrui, vous serez la première à en souffrir. Notre Cour céleste n’aurait pas gagné l’allégeance d’innombrables pays si elle n’exerçait un pouvoir surhumain. Ne dites pas que vous n’avez pas été avertie à temps. À la réception de cette lettre, Votre Majesté sera assez bonne pour me faire savoir immédiatement les mesures qui auront été prises (…). »

## La guerre
En avril 1840, une armada britannique est mise sur pied : 16 vaisseaux de ligne, 4 canonnières, 28 navires de transport, 540 canons et 4 000 hommes. Sous le commandement de l’amiral Elliot, ils arrivent au large de Canton en juin 1840. Un croiseur britannique bombarde Canton et occupe l’archipel voisin de Zhoushan (舟山) (incident d’où est tiré le terme de « diplomatie de la canonnière »). Les Britanniques attaquent Canton mais sans succès, car Lin a fait planter des pieux retenus par des chaînes dans le port pour empêcher les bateaux d’accoster. Il y a aussi une milice qui défend la ville.
Les Britanniques conquièrent Hong Kong (alors un avant-poste mineur) et en font une tête de pont. Les combats commencent réellement en juillet, quand les HMS Volage (en) et HMS Hyacinth (en) défont 29 navires chinois. Les Britanniques capturent le fort qui gardait l’embouchure de la rivière des Perles — la voie maritime entre Hong Kong et Canton.
La cour chinoise prend peur. Lin Zexu tombe en disgrâce (condamné à l’exil) et il est remplacé par un aristocrate, Qishan.
Des négociations ont lieu à Canton : Qishan fait démolir les fortifications de Lin, dissoudre la milice en novembre 1840 et réduire le nombre de soldats.
Les Britanniques revendiquent :
- la reprise du commerce avec le Royaume-Uni ;
- le remboursement des stocks d’opium détruits ;
- la suzeraineté sur Hong Kong (anciennement îles Victoria).

Qishan refuse. Les Britanniques tentent de le faire plier en attaquant et s’emparant de quelques ouvrages de fortification. Qishan prend peur et accepte les revendications : il signe avec Charles Elliot la convention de Chuanbi par laquelle Hong Kong est accordé aux Britanniques ainsi qu'une indemnité de six millions de dollars. Elle ne sera jamais ratifiée. La cour chinoise pense que l’acceptation de Qishan ne concerne que la reprise du commerce. En apprenant que cela va beaucoup plus loin, l’empereur décide de destituer Qishan (condamné à mort pour mauvais services, puis à l’exil) et déclare la guerre aux Britanniques le 29 janvier 1841. L’empereur remplace Qishan par Yishan.
En 1841, les forces britanniques occupent la région autour de Canton (province de Guangdong), puis prennent la ville de Ningpo (Ningbo, province de Zhejiang) et le poste militaire de Chinhai (district de Zhenhai, dont Ningpo est la préfecture).
Dans la province de Canton, les Britanniques se rendent vite maîtres des endroits stratégiques. Yishan met plusieurs semaines à arriver à Canton ; l’assaut qu’il lance contre les Britanniques est repoussé et les Chinois se replient à l’intérieur de la ville. Yishan demande l’armistice et une convocation d’armistice (convention sur le rachat de Canton) est signée le 27 mai 1841. Cette convocation engage les Chinois à racheter Canton pour six millions de dollars aux Britanniques (dont un million le jour même). Mais elle repose sur un double malentendu utilisé par les diplomates britanniques : les Chinois considèrent cette action comme un prêt commercial, alors que les Britanniques n’ont renoncé ni à l’indemnisation des stocks d’opium, ni à Hong Kong.

## Capitulation chinoise
Les Britanniques veulent encore faire peur aux Chinois afin d’obtenir davantage avec une nouvelle négociation. En août 1842, une escadre britannique remonte le Yangzi Jiang jusqu’à Nankin, obligeant le gouvernement de l’empereur Daoguang à capituler et à signer le traité de Nankin le 29 août 1842. Ce traité donne aux Britanniques le libre commerce de l’opium, la fin de l’obligation de négocier uniquement avec les Co-hong et surtout la concession de l'île de Hong Kong qui sera reprise par la suite.
La victoire facile des forces britanniques, dirigées par le général Anthony Blaxland Stransham, affecte gravement le prestige de la dynastie Qing et a pu contribuer au déclenchement de la rébellion Taiping (1850-1862).

## Les traités
Le 29 août 1842, les représentants de la Cour signent à bord d’une canonnière britannique le fameux traité de Nankin. Ce traité sera complété par la suite par deux autres traités conclus le 28 juillet 1843 et le 8 octobre 1843 (traité du Bogue). Ces trois traités reconnaissent aux Britanniques les droits suivants :
- 1re clause : la cession de Hong Kong qui deviendra une place militaire et économique ;
- 2e clause : cinq ports sont ouverts, soit Xiamen, Canton, Fuzhou, Ningbo et Shanghai. Les Britanniques obtiennent le droit de s’installer dans ces ports et d’y vivre avec leurs familles (pour les marchands). Le traité de Humen autorise la construction d’édifices dans ces ports ;
- 3e clause : indemnités de guerre (frais + opium) de 21 millions de yuans[19], soit 1/3 des recettes du gouvernement impérial, à verser selon un échéancier de quatre ans ;
- 4e clause : douanes : les commerçants britanniques sont assujettis au paiement de droits sur les importations et exportations ; le montant est désormais fixé par les Chinois et les Britanniques ;
- 5e clause : droit de la juridiction consulaire : en cas de litige entre un Chinois et un Britannique, une juridiction britannique tranchera sur la base des lois britanniques ;
- 6e clause : clause de la nation la plus favorisée : si la Chine signe un traité avec une autre puissance, le privilège accordé à la nation en question sera également accordé au Royaume-Uni.

D’autres nations (États-Unis d'Amérique, France) demandent les mêmes privilèges que ceux accordés au Royaume-Uni :
- États-Unis : en 1842, revendiquent les mêmes droits commerciaux et légaux. En 1844, ils les obtiennent par le traité de Wangxia (village près de Macao) ;
- France : avant la guerre de l’opium, les Français étaient mal placés commercialement, mais ils obtiennent eux aussi les mêmes droits en octobre 1844 par le traité de Whampoa. Ils obtiennent de plus le droit de construire des églises et d'établir des cimetières. Quelques jours après, ils obtiennent le droit d’évangéliser.

## Les conséquences économiques et sociales de la1reguerrede l’opium
Après les traités de Nankin, l’économie chinoise s’ouvre aux puissances étrangères et vice-versa. La Chine exporte plus de 100 millions de livres sterling de thé, deux fois plus qu’auparavant. De 12 000, les Chinois exportent désormais 20 000 balles de soie en 1840, par le biais des Britanniques. Les commerçants étrangers s’emploient à renforcer leur position et s’installent surtout à Shanghai (avec une concession britannique en 1841, une concession américaine en 1845, puis une concession internationale). Une partie de Shanghai devient une concession française en 1849 (enclave juridique avec ressemblance architecturale avec une ville française). Le commerce de l’opium continue de se développer. Il n’est toujours pas légal mais toléré, passant de 40 000 caisses en 1838 à 50 000 en 1850, puis à 80 000 en 1863 (soit un doublement en vingt-cinq ans).

### Conséquences financières
Avant 1821, la caisse est vendue entre  1 000 et 2 000 reales (monnaie d'or mexicaine alors très appréciée dans le commerce en Orient). Après 1838, entre 700 et 1 000 reales. La monnaie était le liang (traduit par taël en français). Le liang correspond à un poids d’argent variable (37 g environ) et 1 liang = 1 000 sapèques (en cuivre). Les Chinois paient en liang. La monnaie d’argent se raréfie en Chine, sa valeur augmente au détriment de la monnaie en cuivre. L’inflation monte :
- avant 1820, 1 liang = 1 000 sapèques ;
- en 1845, 1 liang = 2 200 sapèques.

Cette hausse se reflète sur les Chinois qui n’ont que des sapèques ; les impôts doublent.

### Conséquences sociales
À la campagne, les paysans s’endettent de plus en plus auprès des propriétaires fonciers. Les paysans mendient, se font bandits, rejoignent des sociétés secrètes.
En ville, le sort des artisans n’est guère plus enviable. Les produits étrangers (cotonnades et fils) peuvent se déverser sur le marché chinois. Tandis que certains connaissent le chômage, d’autres meurent de faim. Entre 1841 et 1849, on dénombre cent soulèvements populaires environ, comme la révolte des Taiping. Cette colère populaire se déverse contre les étrangers (mouvements d’hostilité) comme à Canton ou à Fuzhou.
La population se retourne aussi contre la cour, mais la révolte sera matée. En 1851, l'empereur Xian Feng accède au trône, les négociateurs des traités tombent en disgrâce et les Chinois cherchent à reprendre ce qu’ils ont consenti à donner sous la contrainte.